# Elrhazosaurus nigeriensis
Elrhazosaurus nigeriensis es la única especie conocida del género extinto Elrhazosaurus (“Reptil de Elharz”) de dinosaurio ornitópodo driosáurido, que vivió a mediados del período Cretácico, hace aproximadamente 115 millones de años durante el Aptiense, en lo que es hoy África. Su holotipo y única pieza conocida es MNHN GDF 332, un fémur izquierdo encontrado en la Formación Elrhaz de Agadez, Níger. El hueso fue inicialmente descrito como es espécimen tipo de una nueva especie de  Valdosaurus, V. nigeriensis.  A V. nigeriensis le fue dado s su propio género en 2009 por Peter Galton, uno de los descriptores originales, sobre la base de las diferencias en la  morfología y edad geológica del espécimen original de  Valdosaurus, V. canaliculatus. Elrhazosaurus solo es conocido por el hueso de la pierna cuando fue descrito.